# Mateus William Sabino Silva
Mateus William Sabino Silva, noto semplicemente come Sabino (Osasco, 18 maggio 1990), è un calciatore brasiliano, centrocampista dell'Oliveirense.

## Caratteristiche tecniche
È un mediano.

## Carriera
Cresciuto nel settore giovanile dell'América-MG, debutta in prima squadra il 17 marzo 2019 in occasione dell'incontro del Campionato Mineiro perso 3-2 contro l'Atlético Mineiro.

## Statistiche
Statistiche aggiornate al 24 agosto 2021.

### Presenze e reti nei club
| Stagione        | Squadra           | Campionato      | Campionato | Campionato | Coppe nazionali | Coppe nazionali | Coppe nazionali | Coppe continentali | Coppe continentali | Coppe continentali | Altre coppe | Altre coppe | Altre coppe | Totale | Totale | Totale |
| Stagione        | Squadra           | Comp            | Pres       | Reti       | Comp            | Pres            | Reti            | Comp               | Pres               | Reti               | Comp        | Pres        | Reti        | Pres   | Reti   |        |
| --------------- | ----------------- | --------------- | ---------- | ---------- | --------------- | --------------- | --------------- | ------------------ | ------------------ | ------------------ | ----------- | ----------- | ----------- | ------ | ------ | ------ |
| 2019            | América-MG        | M1/MG+B         | 0+1        | 0          | CB              | 0               | 0               |                    | -                  | -                  |             | -           | -           | 1      | 0      |        |
| 2020            | Vila Nova         | M1/MG           | 4          | 0          |                 | -               | -               |                    | -                  | -                  |             | -           | -           | 4      | 0      |        |
| 2020            | América-MG        | M1/MG+B         | 0+7        | 0          | CB              | 2               | 0               |                    | -                  | -                  |             | -           | -           | 9      | 0      |        |
| 2021            | América-MG        | M1/MG+A         | 7+5        | 0          | CB              | 2               | 0               |                    | -                  | -                  |             | -           | -           | 14     | 0      |        |
| 2021            | Santo André       | A1/SP           | 9          | 0          |                 | -               | -               |                    | -                  | -                  |             | -           | -           | 9      | 0      |        |
| 2022            | Brasil de Pelotas | C               | 6          | 0          |                 | -               | -               |                    | -                  | -                  |             | -           | -           | 6      | 0      |        |
| 2023            | Patrocinense      | M1/MG           | 7          | 0          |                 | -               | -               |                    | -                  | -                  |             | -           | -           | 7      | 0      |        |
| 2023            | Betim Futebol     | M2/MG           | 3          | 0          |                 | -               | -               |                    | -                  | -                  |             | -           | -           | 3      | 0      |        |
| Totale carriera | Totale carriera   | Totale carriera | 49         | 0          |                 | 4               | 0               |                    | -                  | -                  |             | -           | -           | 53     | 0      |        |